# Kotoōshū Katsunori

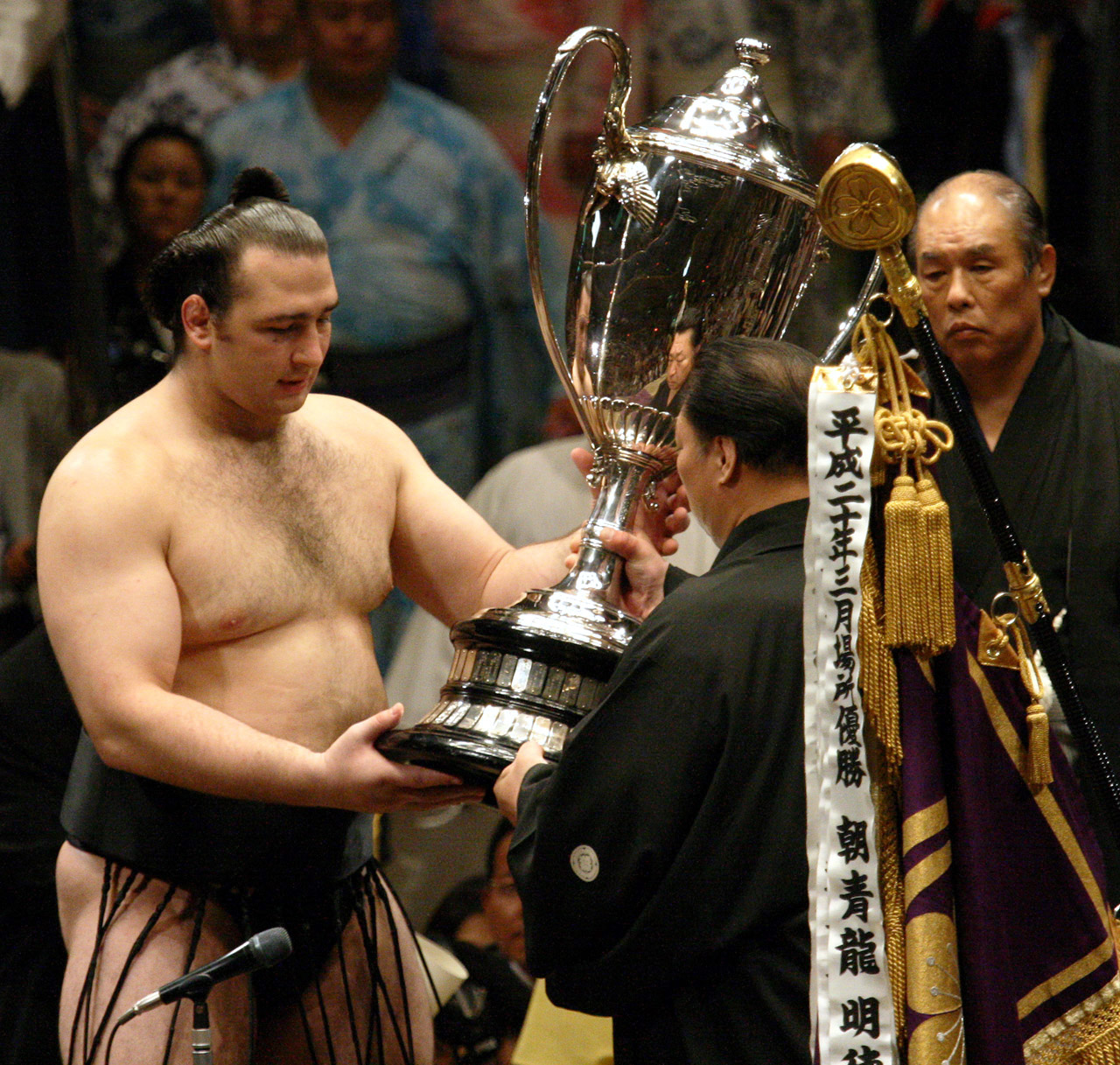
Kotooshu

Kotoōshū Katsunori (琴欧洲 勝紀), ou Kaloyan Stefanov Mahlyanov (bulgare : Калоян Стефанов Махлянов) est un ancien lutteur professionnel de sumo né le 19 février 1983 à Veliko Tarnovo, en Bulgarie, premier Européen ayant atteint le rang d'ōzeki. Populaire au Japon, il est appelé le « David Beckham du sumo » et le « prince du sumo ».

## Carrière
Kaloyan est devenu champion d'Europe de lutte gréco-romaine à 14 ans, entraîné par son père. Son poids ayant dépassé la limite de 120 kg, il n'a pas pu représenter la Bulgarie aux Jeux Olympiques de 2000. Il s'est alors tourné vers le sumo.
Kotoōshū a commencé sa carrière de lutteur sumo en novembre 2002. Il a commencé dans la division la plus basse : la jonokuchi (ce qui n'est pas le cas des anciens lutteurs universitaires japonais). Il a terminé kachikoshi (plus de victoires que de défaites) dans toute sa carrière en basses divisions, sortant de la makushita et devenant salarié en jūryō en ayant une fiche globale de 71 victoires contre 15 défaites.
Lors de ses quatre premières apparitions en makuuchi, la première division, il réalise le kachi-koshi. Il s'est ensuite classé san'yaku (komusubi exactement) pour le honbasho de mars 2005 au cours duquel il a terminé pour la première fois make-koshi, c'est-à-dire avec plus de défaites que de victoires. C'est pour l'heure toujours son seul make-koshi.
Dans le tournoi de mai 2005 Kotoōshū s'est blessé dans un combat contre le yokozuna Asashōryū. Cependant, Kotoōshū s'est vengé dans le tournoi suivant, en juillet avec une victoire contre ce même yokozuna, mettant fin à une série extraordinaire de vingt victoires consécutives du yokozuna. En plus de battre Asashōryū, il a remporté un sanshō récompensant sa performance exceptionnelle, le shukun-shō.
Kotoōshū a été promu au rang de sekiwake pour le tournoi suivant, en septembre et a réalisé un 13-2 exceptionnel, perdant seulement le gain du tournoi lors d'un kettei-sen (play-off) face à Asashōryū. Un score de 11-4 en novembre 2005, accompagné d'une victoire sur le yokozuna, a permis sa promotion au grade d' ōzeki, officialisée le 30 novembre 2005. Sur les trois tournois précédents sa promotion, il a remporté 36 combats, ce qui est largement suffisant, étant communément dit qu'il faille accumuler 33 victoires sur trois tournois consécutifs en san'yaku.
Sa promotion au grade d' ōzeki a pris seulement 19 tournois depuis son début en sumo. C'est la promotion la plus rapide pour un lutteur étant entré dans le sumo professionnel en division jonokuchi, bien qu'il n'ait pas été le plus jeune à réaliser cet exploit (certains lutteurs amateurs expérimentés peuvent débuter en makushita). Il est également le premier lutteur européen à atteindre le rang d' ōzeki, et l'un des seulement huit non-Japonais à l'avoir fait (les autres étant Konishiki, Akebono, et Musashimaru d'Hawaï, États-Unis ; et Asashōryū, Hakuhō, Harumafuji et Kakuryū de Mongolie), le cinquième chronologiquement. De ces huit, six (Akebono, Musashimaru, Asashōryū, Hakuhō, Harumafuji et Kakuryū) sont devenus yokozuna. Depuis sa promotion, Kotoōshū a été entravé par des blessures au genou. Il a réalisé des performances correctes mais n'a jamais été en mesure de se joindre à la lutte pour le yūshō. Il a été également critiqué pour son emploi de la henka (éviter la charge initiale en se décalant sur le côté). En effet, ce n'est pas considéré comme un mouvement digne d'un ōzeki. Il finit par remporter son premier yūshō le 25 mai 2008, une première pour un Européen.

## Le lutteur
Kotoōshū est un lutteur de grande taille et plutôt léger : 203 centimètres, 152 kilogrammes. Pour comparer, l'ancien yokozuna Akebono avait la même taille, et pesait 235 kilogrammes à son poids maximum. L'ancien yokozuna Asashōryū avait à peu près le même poids, mais mesurait seulement 184 centimètres. Il compte principalement sur des projections en s'aidant de la ceinture de l'adversaire. Récemment il a préféré adopter une technique hidari-yotsu (prise de mawashi à gauche) sur le mawashi de son adversaire, bien qu'il soit droitier et son profil global le verrait préférant le migi-yotsu. Il tire profit de ses longs bras et de la vitesse de ses jambes pour compenser la hauteur de son centre de gravité. Il a commencé à prendre du poids il y a peu, sur le conseil de son maître d'écurie.
Son shikona (nom de lutteur) est dérivé de son écurie : « koto » partagé par tous les lutteurs de l'écurie Sadogatake (Kotomitsuki par exemple) , et « ōshū » qui signifie « Europe ». Après le tournoi de septembre 2006, il a changé un des caractères dans son shikona : le 州 est devenu 洲), la prononciation « shū » n'a pas changé.
Il est connu pour être un fan de la chanteuse Ayaya.
Il apparaît souvent dans des publicités télévisées pour des produits laitiers, essentiellement des yaourts. C'est parce qu'une compagnie japonaise de laiterie, Meiji Dairies Corporation, vend un grand nombre de yaourts sous le nom de yaourt Bulgaria.
En 2008, le lutteur russe Toshinori Wakanohō (若ノ鵬 寿則, Wakanohō Toshinori), de son vrai nom Soslan Aleksandrovitch Gagloïev, 20 ans, exclu à vie pour avoir fumé du cannabis, déclare au magazine Shūkan Gendai avoir été approché par l’ōzeki Kotoōshū, qui lui aurait dit : « Nous sommes tous les deux Européens. Si tu fais ça pour moi, je ne l'oublierai jamais. Je te donnerai un million de yens (6 900 euros). Je peux même aller jusqu'à 1,5 million », propos aussitôt démentis par l'intéressé. Le 29 novembre, il reconnait avoir inventé toutes ces accusations, en contrepartie d'une somme de 2,5 millions de yens pour l'interview. Ce même magazine a déjà faussement accusé en janvier 2007 plusieurs lutteurs dont Asashōryū d'avoir payé des adversaires pour perdre contre eux, et est condamné 26 mars 2009 avec son éditeur Kōdansha et l'auteur de l'article à payer 40 millions de yens (300 000 euros) de dommages et intérêts au total aux plaignants.
Le 5 mai 2009, il annonce son prochain mariage avec Asako Ando, de trois ans son ainée. Elle est originaire d'Ichinomiya (préfecture d'Aichi) et mesure 1,58 m. 
Fin 2013, il perd son grade d'ōzeki à cause de deux make-koshi successifs dus à des abandons en cours de tournois. Il annonce sa retraite le 20 mars 2014 pour devenir entraîneur sous le nom de Naruto oyakata.
En septembre 2014, il critique le mode d'entrainement des Japonais qu'il estime trop archaïque et qui serait responsable de la suprématie des étrangers aujourd’hui dans le sumo.

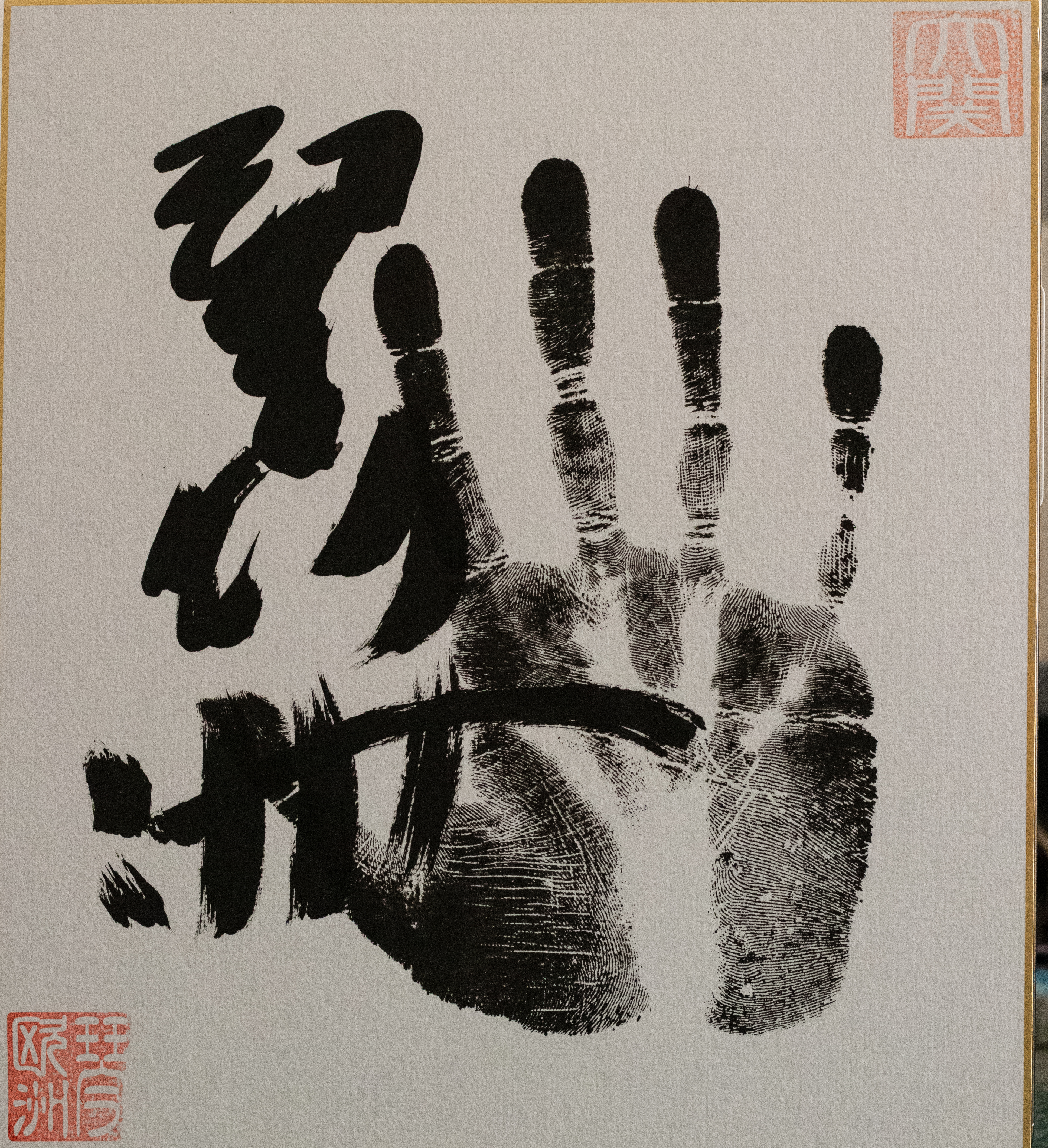
Tegata originale de l'Ozeki Kotooshu

## Retraite

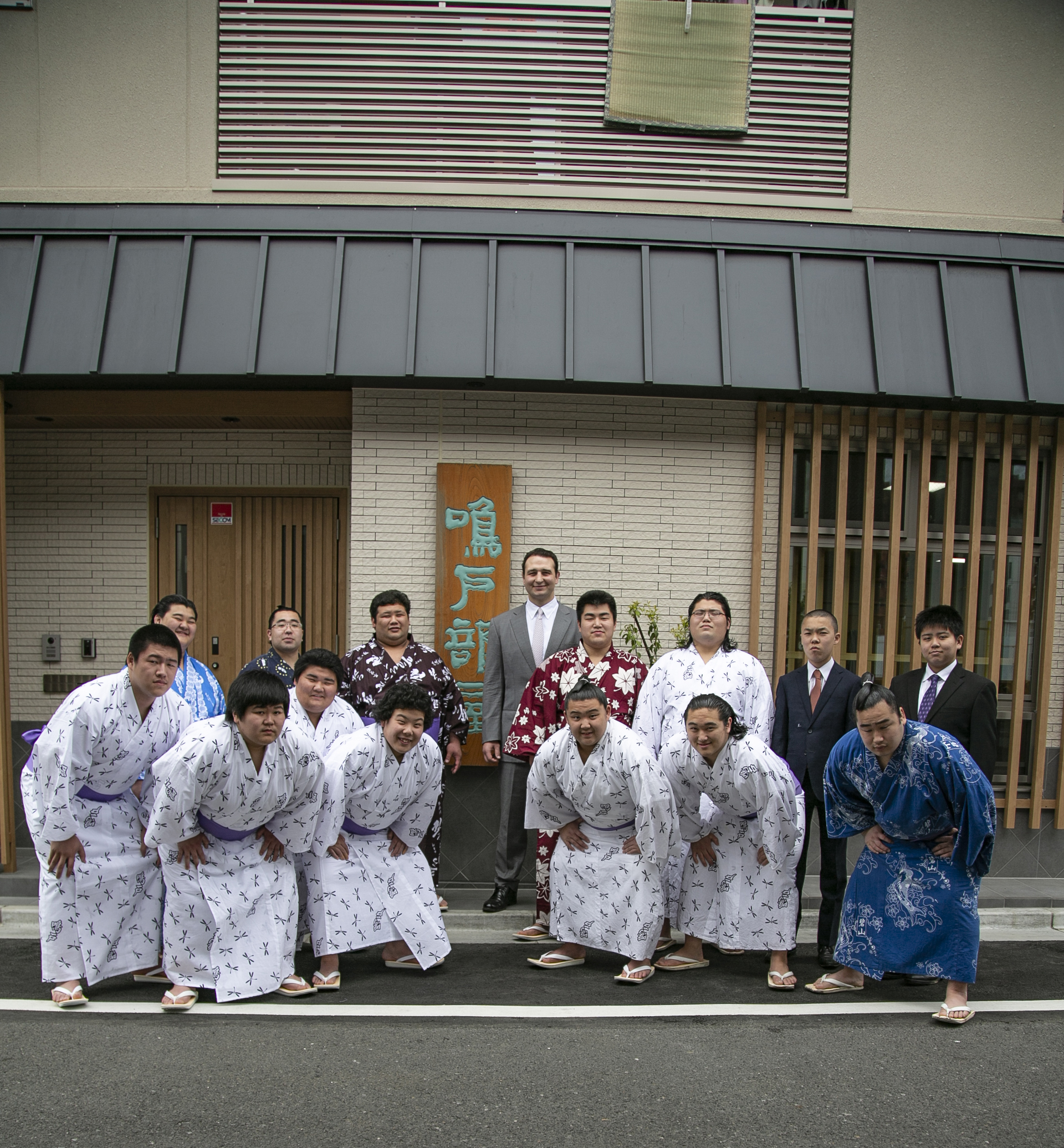
Avec des lutteurs de Naruto stable

Le 4 octobre 2014 a lieu la cérémonie de prise de retraite danpatsu shiki de Kotooshu. C'est une occasion de célébrer les hauts-faits de sa carrière et d'assister à la coupe de son chonmage, le chignon traditionnel.